# Parcul Național Drawieński
Parcul Național Drawieński (în poloneză: Drawieński Park Narodowy) este o arie protejată de interes național ce corespunde categoriei a II-a IUCN (parc național) situată în partea nord-vestică a Poloniei.

## Localizare
Aria naturală cu o suprafață de 114,41 km2se întinde în partea nord-vestică a țării, ocupând aria teritorială a trei regiuni geografice, astfel: nordul voievodatului Polonia Mare, nord-estul voievodatului Lubusz și sud-estul voievodatului Pomarania Occidentală.

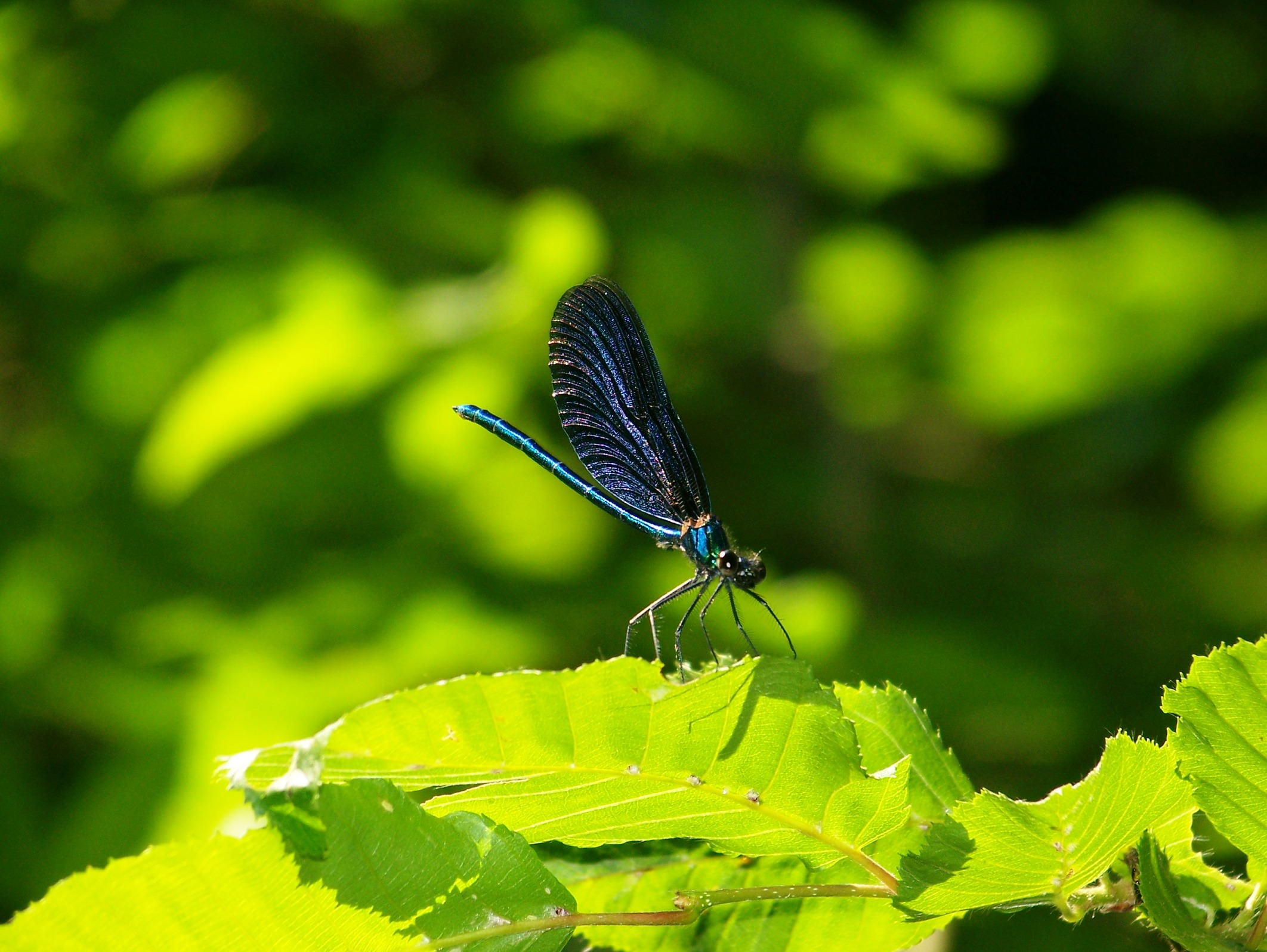
Libelulă în Parcul Naţional Drawieński

## Descriere
Parcul Național Drawieński a fost înființat în anul 1990 și reprezintă o zonă cu variații reliefale de la 50 la 500 m, cu câmpii glaciare (Câmpia Drawsk), văii (râurile Drawa și Plocziczna), lacuri, mlaștini și păduri (Pădurea Drawesko); cu un deosrebit interes floristic, faunistic și peisagistic. 

## Floră și faună

### Floră
Flora parcului este una variată, alcătuită din specii arboricole cu păduri de conifere, păduri în amestec cu specii de pin (Pinus L.), brad (Abies), zadă (Larix), molid (Picea abies), stejar (Quercus robur), fag (Fagus sylvatica), carpen (Carpinus betulus), mesteacăn (Betula nana), arin (Alnus glutinosa) și ierburi. La nivelul ierburilor vegetează peste 800 de specii de plante vasculare și peste 200 de specii de ciuperci.

### Fună
Fauna este constituită din specii de:
• mamifere cu exemplare de cerb (Cervus elaphus), mistreț (Sus scrofa), vulpe (Vulpes vulpes crucigera), castor (Castor fiber), jder (Martes martes), vidră (Lutrinae);
• păsări cu specii de vultur codalb (Haliaeetus albicilla), acvilă țipătoare mică (Aquila pomarina), specii de  huhurez, barză neagră (Ciconia nigra);
• pești (biban, știucă, lipan, plătică) și insecte..